# 1. Liga (Baseball)
Die 1. Liga ist die unterste Liga im schweizerischen Baseball. Sie ist in die Gruppen West, Ost und Central eingeteilt. Die Gruppen West und Central bestehen aus fünf, die Gruppe Ost aus vier Mannschaften. Folglich werden in den Gruppen West und Central 16 Spiele absolviert, in der Gruppe Ost 12.

## Modus
Der Modus in der 1. Liga ist recht kompliziert. Nach der Hauptrunde finden die Platzierungsspiele statt.
- Gruppenfünfte (Central und West): Zwei-Tagesturnier um Plätze 13 und 14. Organisator ist das Team aus der West-Gruppe.
- Gruppenvierte: Tagesturnier um Plätze 10–12. Organisator ist das Team aus der West-Gruppe.
- Gruppendritte: Tagesturnier um Plätze 7–9. Organisator ist das Team aus der Central-Gruppe.
- Gruppenzweite: Tagesturnier um Plätze 4–6, der Vierte nimmt an den Halbfinals der Playoffs teil.
- Gruppenerste: Spielen in den Halbfinals:

Gruppe West gegen Gruppe Central
Gruppe Ost gegen den Sieger des Zweitplatzierten-Turniers
- B-Finale: Verlierer HF 1 gegen Verlierer HF 2
- Finale: Sieger HF 1 gegen Sieger HF 2

Die Finalteilnehmer steigen direkt in die NLB auf.
Die B-Finalteilnehmer spielen Endrang 3 und 4 aus, sie können im Falle eines Lizenzentzuges eines Teams aus der NLB nachnominiert werden.